# براندون دومينغيش
براندون دومينغيش (بالفرنسية: Brandon Dominguès)‏ هو لاعب كرة قدم فرنسي في مركز الوسط، ولد في 6 يونيو 2000 في غرونوبل في فرنسا.

## وصلات خارجية
- براندون دومينغيش على موقع قاعدة بيانات كرة القدم.إي يو (الإنجليزية)
- براندون دومينغيش على موقع Soccerway.com (الإنجليزية)
- براندون دومينغيش على موقع عالم كرة القدم.نت (الإنجليزية)